# Pericei, Sălaj

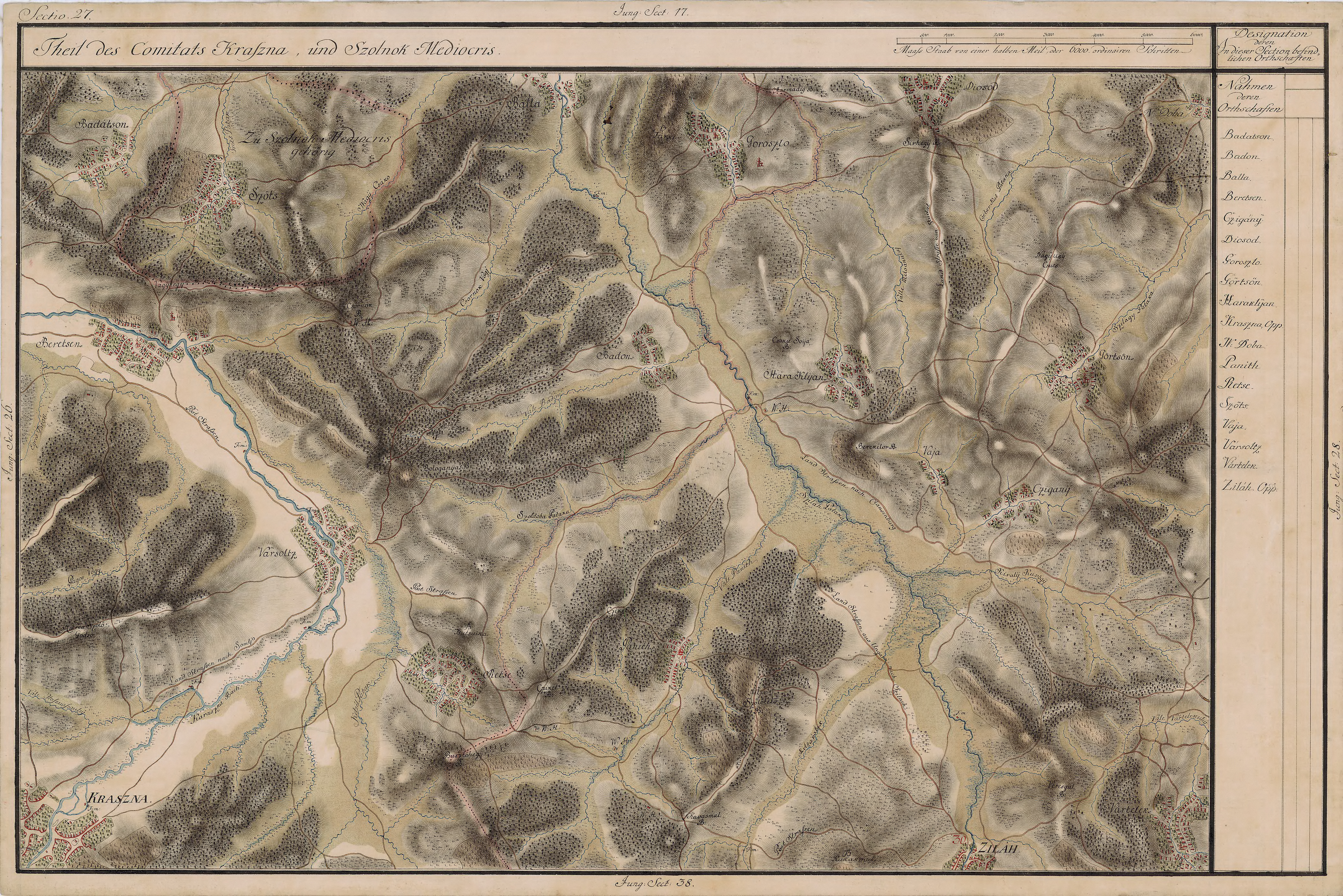
Pericei în Harta Iosefină a Transilvaniei, 1769-1773

Pericei (în maghiară Szilágyperecsen, colocvial Perecsen) este satul de reședință al comunei cu același nume din județul Sălaj, Transilvania, România.

## Istoric
Satul este menționat pentru prima dată într-un document din jurul anilor 1205-1235 cu numele Pereznek. 
Satul a avut cândva o importantă comunitate românească. În 1850 dintre cei 1.678 locuitori, 873 erau etnici maghiari și 805 români. În 2002 în sat trăiau 2.787 de oameni, dintre care 2.171 maghiari, 454 români, 161 țigani și 1 german.

## Economie
Satul s-a făcut remarcat prin cultivarea cepei, în cinstea căreia s-a ridicat și un monument în localitate.

## Personalități
- Aici s-a născut, după unele surse, Ioan Alexi (1801-1863), filolog și episcop român greco-catolic (între anii 1854-1863) al Diecezei de Gherla. După alte surse, s-a născut la Mălădia, județul Sălaj.
- Victor Deleu (1876-1940), primar al municipiului Cluj între anii 1932-1933
- Ioan Deleu (1877 - 1946),  deputat în Marea Adunare Națională de la Alba Iulia 1918
- Ioan Sima (1898-1985), pictor